# Djebel El Talh-El Guettar
El Djebel El Talh és una muntanya propera a Guetar (o Guettar o El Guettar) al sud-est de Gafsa, governació de Gafsa, délegació de Gafsa Sud, a la serralada del Djebel Bouramli, caracteritzada per l'existència de gomeres (acacia radiana). Fou declarada àrea natural sensible. Fou creada el 18 de desembre de 1993.

## Segona Guerra Mundial
En la serralada i voltants es van lliurar batalles durant la segona quinzena del mes de març de 1943 entre els exèrcits estatunidenc, francès, alemany i italià.